# クワメ・エンクルマ・アチャンポン

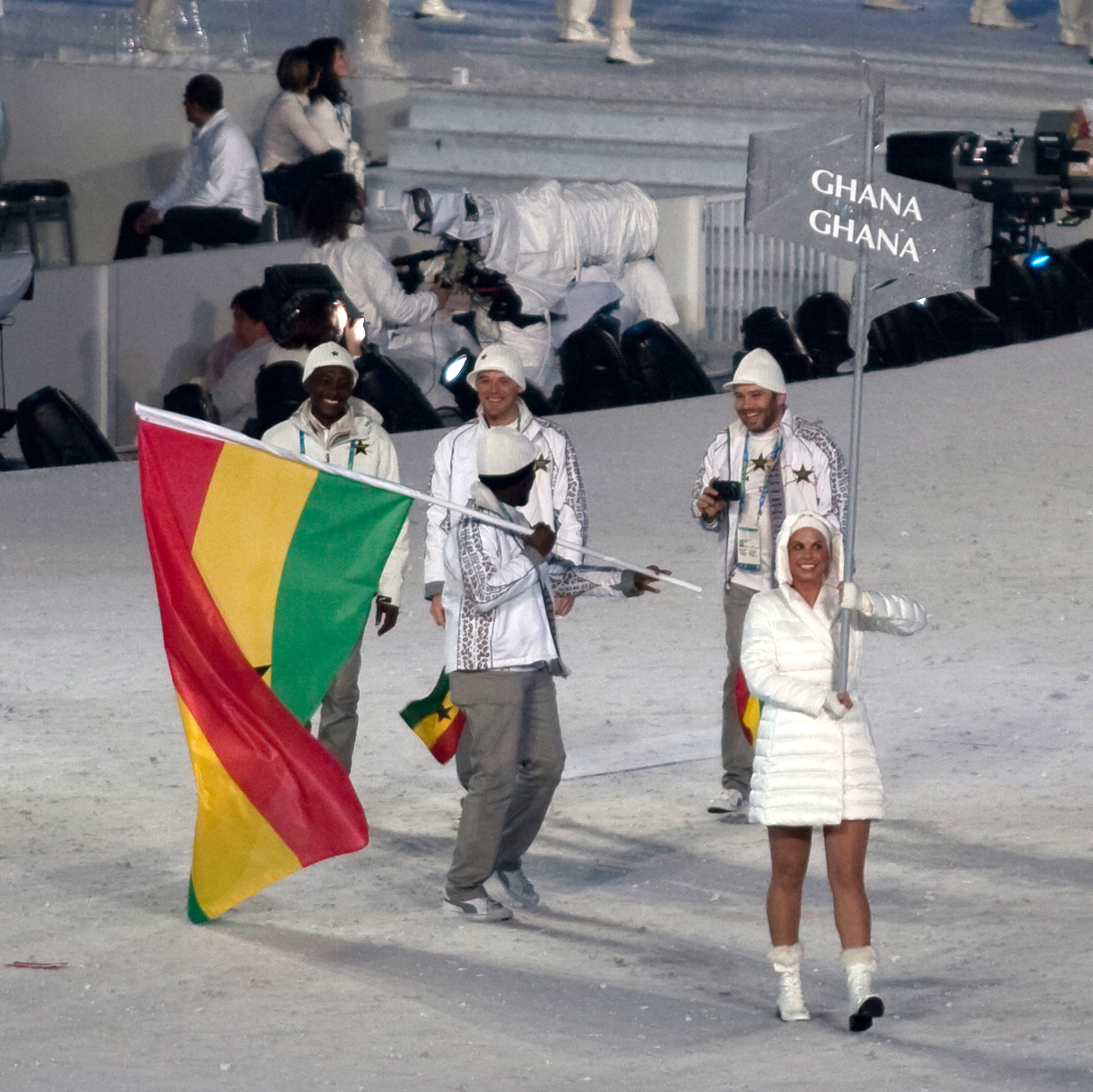
バンクーバーオリンピック開会式。国旗を持っているのがアチャンポンである

クワメ・エンクルマ・アチャンポン（Kwame Nkrumah-Acheampong、1974年12月19日)-）は、ガーナのスキー選手。ニックネームは、「スノー・レオパルド」（ユキヒョウ）。2010年バンクーバーオリンピックにおいて、ガーナ初の冬季オリンピック選手として男子回転に出場し、1本目を参加者102人中53位（完走者54人）で完走、2本目も完走して47位の成績を残した。
アチャンポンは彼の父親が博士号を取得するために留学していたスコットランドのグラスゴーで生まれたが、父親がすぐに帰国したため、彼もガーナへと移り、首都アクラの近くの町で育った。彼は成長するとサファリガイドをしていたが、2000年にイギリスへ移住した。2002年、彼はイングランド中部のミルトン・キーンズにあるエクスケイプ屋内スキー場に受付として就職した。このスキー場では職員は無料でスキーをすることができ、ここでアチャンポンはスキーを始め、その魅力にとりつかれていった。
2006年トリノオリンピックにもアチャンポンは出場を希望したものの、予選の段階でタイムが規定に届かず出場はかなわなかった。2009年のオリンピック予選において、アチャンポンは国際スキー連盟の定めたアルペンスキーの出場資格である120-140点内をクリアする137.5点でゴールし、バンクーバーオリンピックへの出場資格を得た。
しかしガーナから資金援助を得ることができなかったために、アチャンポンはみずから「スノー・レオパルド」（ユキヒョウ）という衣料ブランドを立ち上げ、そこからの収益で出場費用をまかなった。こうしてアチャンポンはガーナ史上初の冬季オリンピック代表としてバンクーバーオリンピックに出場を果たした。
オリンピック後、アチャンポンはガーナでのウィンタースポーツの普及に力を入れ、ガーナ冬季オリンピック協会を設立し、さらに首都アクラに近いアクアペン丘陵のマムフェに政府の支援を得てガーナ初のグラススキー場を開設する計画を立て、2014年ソチオリンピックまでには完成させる計画である。